# Badolatosa
Badolatosa è un comune spagnolo di 3 176 abitanti situato nella comunità autonoma dell'Andalusia.

## Geografia fisica
Il comune è attraversato dal fiume Genil.